# Postcards from London
Postcards from London là một bộ phim chính kịch năm 2018 của Anh do Steve McLean đạo diễn. Bộ phim là phần tiếp theo của McLean sau bộ phim năm 1994 Postcards from America của ông, bộ phim mà ông dựa trên tác phẩm của David Wojnarowicz. Đó là câu chuyện có thật về cậu thiếu niên Jim (do Harris Dickinson thủ vai), trốn thoát khỏi thị trấn nông thôn Essex của mình để đến London, chỉ để thấy mình tham gia với một đội hộ tống đồng tính cao cấp ở Soho.

## Nội dung
Tại Phòng trưng bày Quốc gia, một hướng dẫn viên du lịch nghệ thuật đang giới thiệu một bức tranh Venice thế kỷ 16 của Titian và Jim đến gần bức tranh, chạm vào bức tranh và đi ra ngoài. Thị trấn nhỏ Jim đã tìm đến London và Soho để trải nghiệm nghệ thuật, âm nhạc và văn hóa. Anh đang ngủ trên đường phố và đã bị cướp. Một người hầu gái thấy anh trẻ và phù hợp với khuôn mặt thiên thần. Cô gửi anh đến một quán bar đồng tính, nơi David, Jesus, Marcello và Victor thấy anh hoàn hảo để tham gia thiên chức của họ. Họ không phải là mại dâm nam mà phục vụ những người đàn ông lớn tuổi giàu có hơn. Anh tuyên thệ tham gia và được đào tạo về nghệ thuật văn hóa của Soho.
Hình ảnh được chụp với con gà trống là quan trọng nhất. Việc học bắt đầu với việc Caravaggio bổ sung thêm nhiều nghệ thuật, thơ và văn vào hỗn hợp. Anh cũng học nghề mại dâm với gian hàng của riêng mình. Jim thực sự thích giáo dục và có khách hàng đầu tiên của anh đang viết một cuốn sách về Caravaggio. Khi được cho xem một bức tranh, anh ngất đi và Jim thấy mình là Đấng Kitô đã chết cùng với khách hàng trong bức tranh. Anh khuyên Jim hãy tận hưởng tuổi trẻ của mình. John tiếp theo của anh là một ông già đóng vai người La Mã vào năm 266. Jim là Thánh Sebastianô đã chết. Jim nói nhiều quá nên anh hoàn lại phí. Danh tiếng của Jim ngày càng lan rộng khắp Soho. Một nghệ sĩ tên là Max muốn cậu bé Jim trở thành nàng thơ của mình và phục hồi sự nghiệp nghệ thuật của mình. Sau nhiều tháng ngồi, Jim đã có một bức tranh nghệ thuật thực sự của chính mình. Max đánh giá cao nguồn cảm hứng.
Cả nhóm ngồi Jim xuống và họ lo ngại rằng anh tiếp tục ngất đi. David không muốn Jim "nghỉ hưu" nên họ gửi anh đến bác sĩ. Anh giải thích khi anh nhìn thấy vẻ đẹp, nó sẽ trở thành một phần của anh. Nếu anh nhìn thấy một bức tranh của Đấng Kitô, anh cảm thấy sự đau khổ của mình. Bác sĩ cho anh xem "Nhạc sĩ" của Caravaggio. Anh nghe nhạc và ngất đi. Anh và bạn tình đang trong bức tranh ở Rome năm 1595. Người nghệ sĩ xuất hiện và trừng phạt những người nói chuyện trong khi anh đang cố gắng vẽ. Chỉ là trai đẹp thôi là chưa đủ nhưng anh còn dịu dàng vuốt ve Jim. Khi Jim thức dậy, anh nói chuyện như thể anh quen biết nghệ sĩ. Chẩn đoán của cô là Hội chứng Stendhal. Khi một bệnh nhân nhìn thấy vẻ đẹp, anh trở thành nghệ thuật với cảm xúc ngây ngất.
Jim mất điện và trở thành nghệ sĩ khác nhau. Đôi khi anh là nghệ sĩ Max. Anh đang thảo luận về sự nhạy cảm của mình đối với nghệ thuật với một khách hàng và anh nhìn thấy Paul. Paul là người mà Jim thay thế trong nhóm. Paul nói rằng chúng tôi đã thuê các cậu bé và trích dẫn cách Jim được tuyển dụng. Paul nói rằng anh nghe nói Jim có một tài năng đặc biệt. Jim nói đó là một lời nguyền và chán nói, Nghệ thuật là tiền. Paul gạ gẫm Jim và đồng ý trả tiền cho anh. Paul cho rằng họ có thể kiếm tiền nếu phản ứng cảm xúc của Jim với nghệ thuật có thể xác định nghệ thuật chân chính từ nghệ thuật giả. Họ quan hệ tình dục. Paul thiết lập một bài kiểm tra. Jim nghĩ rằng anh bị bệnh và Paul nhìn thấy cơ hội. Bốn người bạn đời của anh cảm thấy bị phản bội. Có ai phải khổ vì nghệ thuật không? Một số nghệ sĩ không bao giờ được công nhận trong cuộc sống. Họ sống trong cảnh nghèo đói. Nghệ thuật hiện đại bắt đầu khi nào? Hai kẻ mới gạ gẫm Jim. Bác sĩ và Paul thuyết phục Jim rằng tài năng của anh là phục vụ cho thế giới nghệ thuật và anh được trả lương cao. Anh đau khổ và ra đi với từng kiệt tác. Barmaid nói với anh rằng hãy tận hưởng nó trong khi nó kéo dài. Bốn raconteurs đang tìm kiếm người bạn đời tiếp theo của họ. Trong khi đó Jim đã sẵn sàng để tạo ra vẻ đẹp của riêng mình.

## Diễn viên
- Harris Dickinson vai Jim
- Richard Durden vai Max
- Jonah Hauer-King vai David
- Alessandro Cimadmore vai Jesus
- Leonardo Salerni vai Marcello
- Raphael Desprez vai Victor
- Silas Carson vai George
- Leemore Marrett Jr. vai Paul
- Stephen Boxer vai Stuart
- Trevor Cooper vai Tony
- Ben Cura vai Caravaggio

## Phát hành

### Liên hoan phim
- BFI Flare: London LGBT Film Festival (31 tháng 3 năm 2018)[5]
- Melbourne Queer Film Festival, Melbourne, Australia (Tháng 3 năm 2018)[6]
- OUTshine Film Fest, Miami, United States (Tháng 4 năm 2018)
- Lovers Film Festival – Torino LGBTQI Visions, Turin, Italy (Tháng 4 năm 2018)
- Pink Apple, Zurich, Switzerland (Tháng 5 năm 2018)
- TLVFest, Tel Aviv, Israel (10 tháng 6 năm 2018)[7]
- Frameline Film Festival (16 tháng 6 năm 2018)[8]
- Filmfest München, Munich, Germany (30 tháng 6 năm 2018)[9]
- Outfest, Los Angeles, US (Tháng 10 năm 2018)[10]